# Miguel Ángel Guevara Rodríguez
Miguel Ángel Guevara Rodríguez (Ciudad de México, 24 de febrero de 1983) es un economista, empresario y político mexicano, miembro del Partido Acción Nacional (PAN). Actualmente se desempeña como Diputado Federal en la LXVI Legislatura del Congreso de la Unión por el principio de representación proporcional.

## Formación académica
Guevara es licenciado en Economía y maestro en Economía y Política Pública por el Instituto Tecnológico y de Estudios Superiores de Monterrey (ITESM).
Cuenta también con un máster en Políticas Públicas Aplicadas por la Fundación Internacional y para Iberoamérica de Administración y Políticas Públicas (FIIAPP), un diplomado en Asociaciones Público-Privadas por el ITESM, estudios sobre el sistema económico chino en la Universidad de Economía y Negocios Internacionales (UIBE) en Beijing, y un programa en Tecnología de la Información e Innovación Gubernamental por la Universidad de Harvard.

## Trayectoria profesional y legislativa
Entre 2012 y 2015 se desempeñó como Secretario Técnico de la Comisión de Seguridad Pública en la Asamblea Legislativa del Distrito Federal, participando en el análisis y dictamen de iniciativas en materia de política pública y presupuestal relacionadas con seguridad ciudadana.
De 2015 a 2018 fue Secretario Técnico de la Comisión de Cultura y Cinematografía en la Cámara de Diputados. Durante ese periodo, participó en el proceso que derivó en la creación de la Secretaría de Cultura del Gobierno Federal y en la elaboración de la Ley General de Cultura y Derechos Culturales, dentro de un ejercicio de parlamento abierto.
De 2018 a 2021 fue Director General de Administración y Finanzas de la Alcaldía Benito Juárez, en la administración de Santiago Taboada, donde aplicó mecanismos de control presupuestal y fortalecimiento institucional.
Ha sido diputado federal suplente en dos legislaturas: la LXI Legislatura (2009–2012) y la LXV Legislatura (2021–2024). Desde agosto de 2024 ocupa una curul como Diputado Federal propietario.

## Actividad empresarial
En paralelo a su actividad pública, Guevara ha participado en el sector privado. Ha dirigido empresas como:
- Importaciones Tokio S. de R.L. de C.V. (2000–2024)
- MG y PH Constructora y Comercializadora S.A. de C.V. (2017–2024)
- Essencemar S. de R.L. de C.V. (2020–2024)

En estas empresas ha desempeñado funciones en áreas de dirección financiera y operativa.

## Militancia y liderazgo juvenil
Afiliado al Partido Acción Nacional desde los 24 años, Guevara ha promovido la participación juvenil en la vida política. Ha sido Secretario Juvenil en la delegación Tláhuac, candidato a diputado local en la Ciudad de México y colaborador de la Fundación Miguel Estrada Iturbide, enfocada en la formación jurídica y legislativa.
Desde la Cámara de Diputados, impulsa una agenda legislativa con enfoque técnico, ciudadano y orientada al fortalecimiento institucional, la transparencia y el desarrollo sostenible.